# Letras & Poesía
Letras & Poesía es un proyecto literario colaborativo independiente orientado al mundo hispanohablante.
Esta plataforma literaria global, sin ánimo de lucro, que promueve la libertad de expresión y la diversidad, fue fundada en 2016 por el caleño Daniel Castaño Rivas. En la actualidad cuenta con más de 70 autores distribuidos en 13 países.
Comprende tres grandes áreas:
- una plataforma digital con cuentos, poemas y artículos de opinión,[4]
- slams de poesía,[5][6]
- encuentros literarios presenciales.[3]

Los artículos son seleccionados y revisados por un grupo de voluntarios; ya suman más de 4.000 escritos.
Algunos autores de Letras & Poesía se desempeñan como jurados en concursos literarios.